# Zonotriche
Genre
Zonotriche est un genre de plantes monocotylédones de la famille des Poaceae, sous-famille des Panicoideae, originaire d'Afrique, qui comprend trois espèces.

## Liste d'espèces
Selon World Checklist of Selected Plant Families (WCSP) (2 janvier 2017) :
- Zonotriche brunnea (J.B.Phipps) Clayton (1971)
- Zonotriche decora (Stapf) J.B.Phipps (1964)
- Zonotriche inamoena (K.Schum.) Clayton (1967)